# Zeng Yuqun

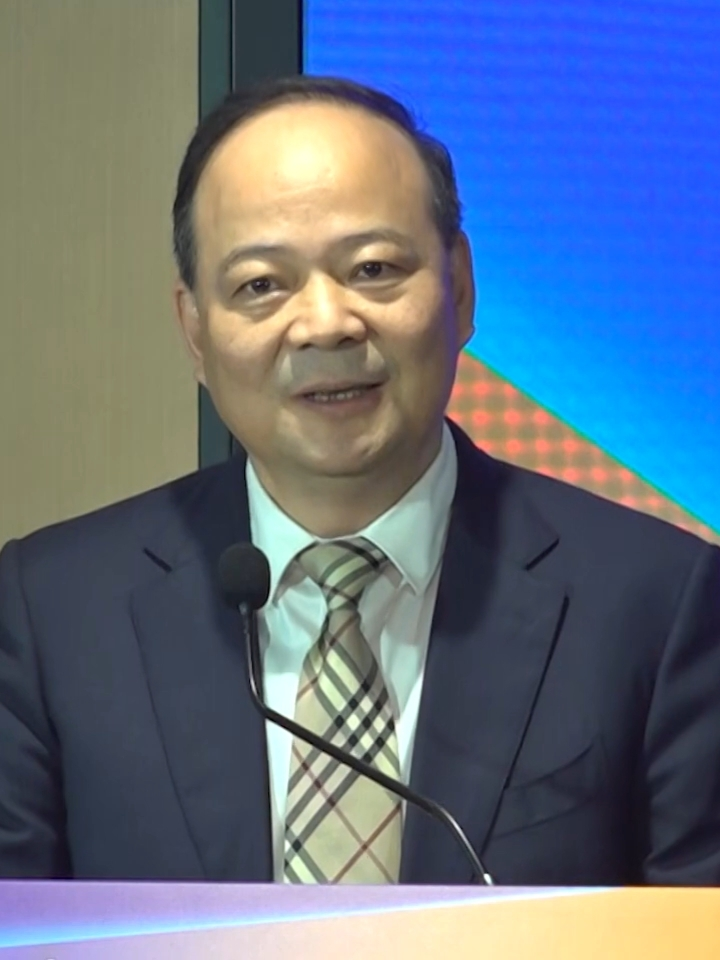
Zeng Yuqun (2023)

Zeng Yuqun (chinesisch 曾毓群, Pinyin Zēng Yùqún, * 1968 in Ningde, Fujian), auch bekannt als Robin Zeng, ist ein chinesischer Unternehmer. Er ist der Gründer des Batterieherstellers Contemporary Amperex Technology. Im April 2022 wurde sein Vermögen auf 44 Milliarden US-Dollar geschätzt, womit er zu den reichsten Chinesen gehörte.

## Biografie
Zeng stammt aus der Provinz Fujian und studierte an dem Institut für Physik der Chinesischen Akademie der Wissenschaften. Er erwarb dort einen Ph.D. in Physik. Danach arbeitete er für ein staatliches Schiffsbauunternehmen in seiner Heimatprovinz. 2011 gründete er in Ningde das Unternehmen Contemporary Amperex Technology, welches Lithium-Ionen-Akkumulatoren herstellt und in den folgenden Jahren zu einem der weltweit führenden Herstellern aufstieg. 2017 ging das Unternehmen an die Börse.